# 1855 dans les chemins de fer
chronologie des chemins de fer
1854 dans les chemins de fer - 1855 - 1856 dans les chemins de fer

## Évènements
- Débuts de la construction de chemins de fer entre Rio de Janeiro et les sites de production de café au Brésil.
- Une liaison ferroviaire traverse l’isthme de Panama.
- 1 044 kilomètres de voies ferrées en Russie.
- France : Auguste Anjubault, fonde à Paris la Maison Anjubault, entreprise de mécanique, constructeur de locomotives à vapeur.

### Avril
- Ouverture de la ligne de chemin de fer Lyon-Valence, permettant la liaison directe entre Paris et Montpellier.

### Mai
- 7 mai.  France :   ouverture de la section Saint-Germain-des-Fossés – Clermont-Ferrand, par Gannat, de la ligne de Saint-Germain-des-Fossés à Nîmes-Courbessac.
- 15 mai.  Royaume-Uni :   braquage dit du grand vol d'or qui inspirera Michael Crichton pour son roman Un train d'or pour la Crimée, paru en 1975, et son film qui en est tiré, La Grande Attaque du train d'or de 1979.
- 27 mai.  France :   ouverture de la section Pessac (Bordeaux-Ségur) - Bordeaux de la ligne de Bordeaux à Irun par la Compagnie des chemins de fer du Midi.
- 31 mai.  France :   ouverture de la section Bordeaux - Langon de la ligne de Bordeaux à Sète par la Compagnie des chemins de fer du Midi.

### Juin
- 16 juin.  France :   décret impérial portant autorisation de la Compagnie des chemins de fer de l'Ouest.

### Juillet
- 1er juillet.  France :   ouverture de la section Mantes-Embranchement - Lisieux de la ligne de Paris à Cherbourg par la Compagnie des chemins de fer de l'Ouest.
- 2 juillet.  France :   ouverture de la section Clermont-Ferrand – Issoire de la ligne de Saint-Germain-des-Fossés à Nîmes-Courbessac.
- 11 juillet.  France :   décret impérial portant autorisation de la Compagnie du chemin de fer des Ardennes et de l'Oise.

### Août
- 11 août.  France :   ouverture de la section Laroche-Migennes - Auxerre de la ligne de Laroche-Migennes à Cosne par la Compagnie du chemin de fer de Paris à Lyon.
- 16 août.  France :   décret impérial portant autorisation de la Compagnie du chemin de fer de Bessèges à Alais.
- 17 août.  États-Unis – Californie :   ouverture de la ligne Sacramento-Folsom. Premier chemin de fer construit sur la côte ouest des États-Unis. (Sacramento Valley Rail road Company).

### Septembre
- 3 septembre.  France :   ouverture de la section Issoire – Brassac-les-Mines de la ligne de Saint-Germain-des-Fossés à Nîmes-Courbessac.

### Décembre
- 29 décembre.  France :   ouverture de la section Lisieux - Mondeville de la ligne de Paris à Cherbourg par la Compagnie des chemins de fer de l'Ouest.
- 31 décembre.  Belgique :   ouverture à l'exploitation de la ligne de Deinze à Tielt, par la Société des chemins de fer de la Flandre-Occidentale (FO)[1].

## Naissances
- x

## Décès
- x

## Galerie

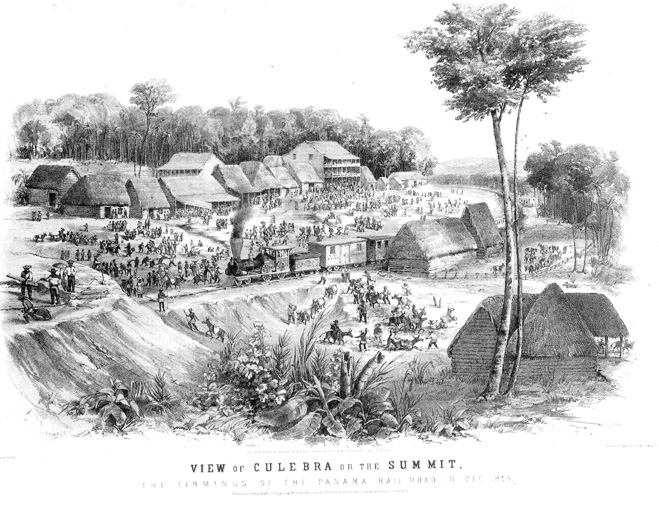
Premier chemin de fer transcontinental: vue du terminus de la Panama Railroad à Culebra en décembre 1854.